# マノン・レスコー (オベール)

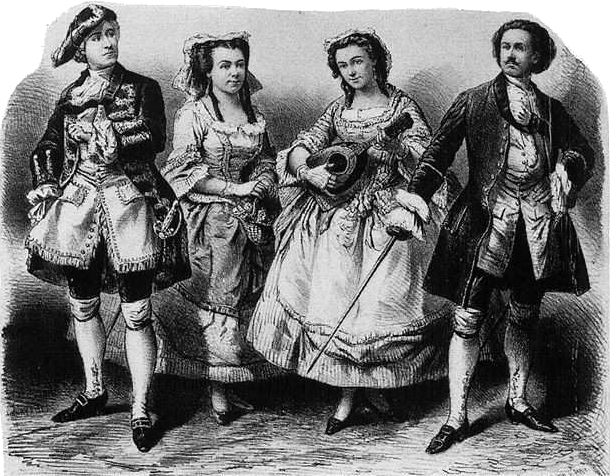
『マノン・レスコー』の登場人物たち

『マノン・レスコー』（フランス語: Manon Lescaut）は、ダニエル＝フランソワ＝エスプリ・オベールの作曲による、1856年2月23日にパリのオペラ＝コミック座で初演された、全3幕からなるオペラ・コミックである。アベ・プレヴォーの小説『マノン・レスコー』に基づく。リブレットはウジェーヌ・スクリーブがフランス語で作成した。永竹由幸は「オベールの晩年に書かれたこのオペラは、初演当時は人気があったが、その後マスネの傑作が出たので、レパートリーから消えてしまった。迫力には欠けるが、優しく美しい曲」と評価している。

## 概要

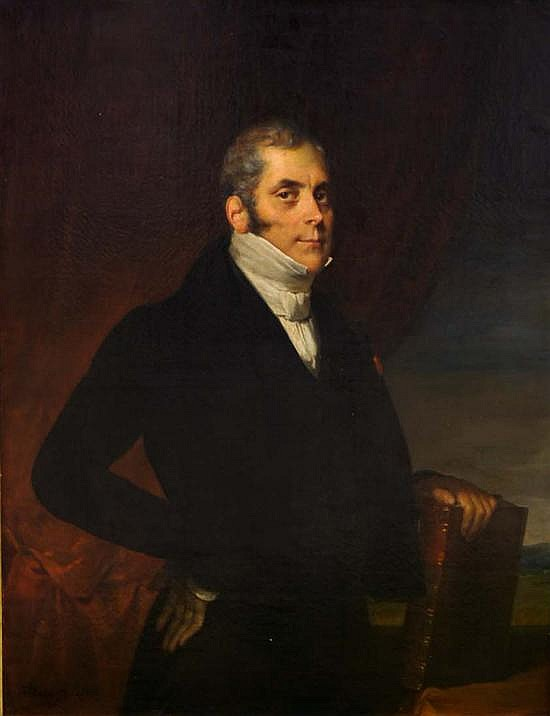
オベール

オベールは1828年にグランド・オペラの幕開けとなる『ポルティチの物言わぬ娘』で大成功を収めたが、より小規模なオペラ・コミックへと向かい、19世紀におけるフランスのオペラ・コミックの典型的な作品である『フラ・ディアヴォロ』（1830年）を残し、オペラ＝コミック座に新たな息吹を与えたのだった。小説『マノン・レスコー』を原作とするオペラには他にジュール・マスネの『マノン 』（1884年）とジャコモ・プッチーニの『マノン・レスコー』（1893年）がある。

### 筋立ての特徴

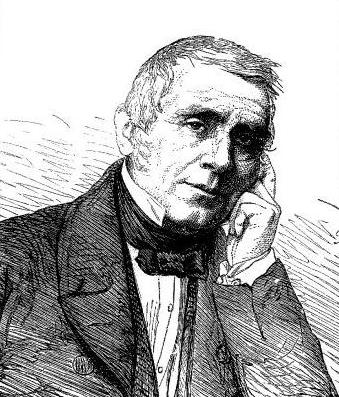
スクリーブ

スクリーブの設定の原作の小説との相違点は、マノンは贅沢な生活の魅力で誘惑されても、ほとんどなびかず、 オペラ全体を通して彼女が忠実であるデ・グリューへの愛がはるかに強いことである。これは、デ・グリューが拉致される場面、神学校でマノンが彼を誘惑する場面、賭博場での騒動などを削除したため、浮き上がって来ている。また、マノンの金銭的に保護する役の貴族は一人に限定されている。また、ジェルヴェと結婚すること以外何らの望みも抱いていない正直者のマルグリートを設定しており、〈女友達がいるマノン〉による女性同士の友情を結ばせた。また、第２幕で彼がデ・グリューに刺される場面では「恋人たちが幸せであるように」とまで言わせている。スクリーブは最初の2幕においては19世紀という時代を生き生きと描写することで、３幕ではフランス第二帝政期の植民地主義的野心を時々オッフェンバックのエコーを感じさせつつ描くことで、18世紀のより悲惨な状況をほのめかすことを避けたのである。スクリーブは不実さに基づく筋立てをオペラ作品に面白さを与えるような不名誉な行為を盛り込んだ幾つかの項目で巧妙に包み隠している。この結果、聴衆と批評家は見せかけ上の天真爛漫さを温かく歓迎した。観衆としては、誰もショックを受けたものはいないように見受けられた。この結果、オベールのヒロインに漲る個性は、何よりも〈愛くるしさ〉が際立って表れてきた。
これらの設定は当時のオペラ・コミック座でのオペラ・コミック作品の上演と言う状況に合わせるためであった。その背景は、オペラ＝コミック座で上演される演目は全編をフランス語で歌い、幕の数は多くても３幕建て、曲間に台詞の対話が入るオペラ＝コミック様式の作品で、台詞入りで筋立ての理解がしやすく、市民層に愛されたことで、この劇場は徐々に中産階級の見合いの場に利用されるようになり、長らくハッピーエンドが 不文律であった。しかし、業界の大物2人は内容の硬直化を懸念して、新たな趣向を盛り込もうとした。悲劇的結末を歓迎しない聴衆の心情を考慮して、ドラマをなるべく穏当な方向に持ってゆこうと意図したのである。その結果、不文律を冒した〈ヒロインの死〉もこの上なく美しい名場面となった。
この後、オペラ・コミック座ではビゼーの『カルメン』（1875年）、レオ・ドリーブの『ラクメ』（1883年）、クロード・ドビュッシーの『ペレアスとメリザンド』（1902年）のといった悲劇的結末を迎える作品が上演されるようになる。

### 音楽の特徴

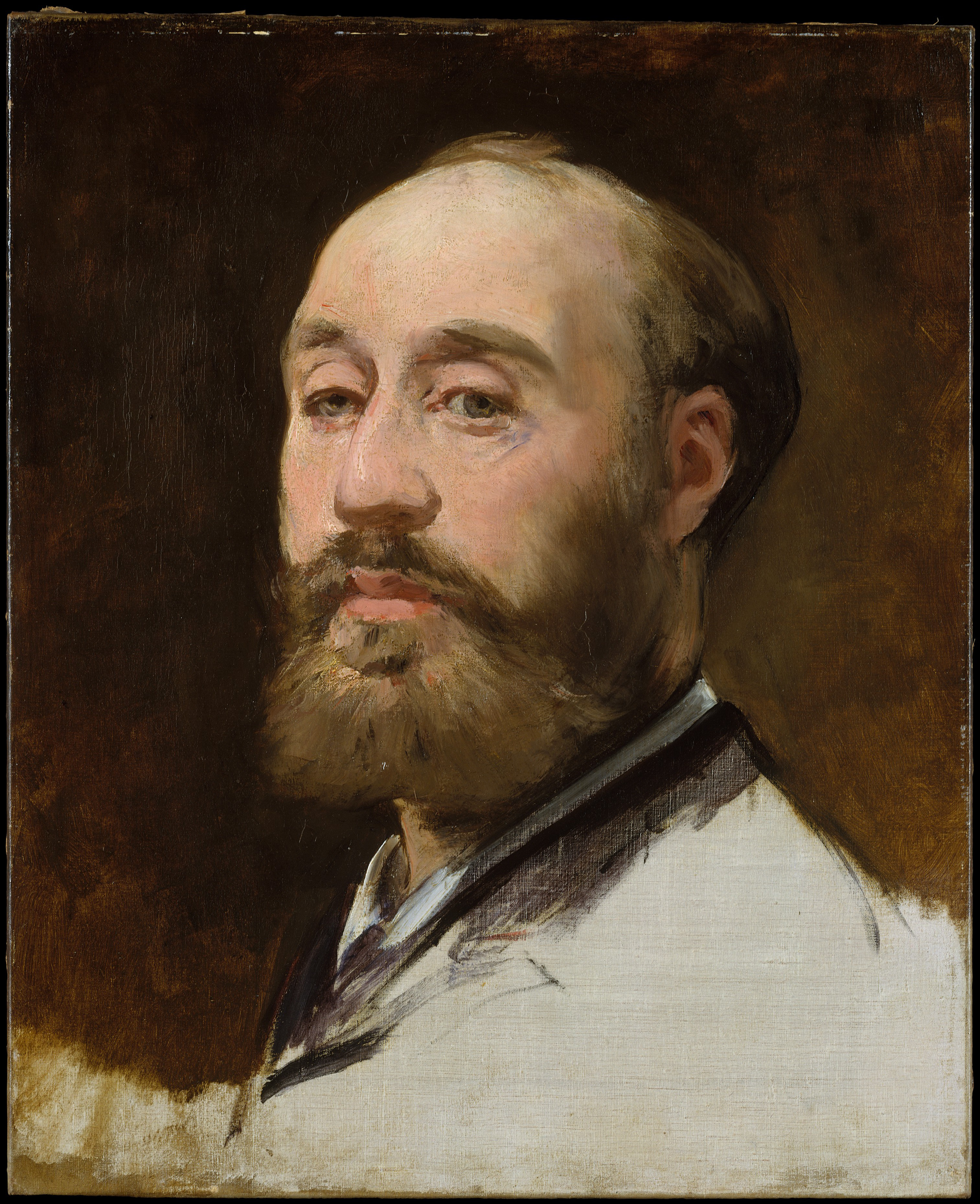
マネによるジャン=バティスト・フォル

本作の音楽は、フランスの叙情的な暖かさを備えたロッシーニ風の音楽と表現できる。 声楽的には極端にアクロバッティックな技術がマノンに求められ、非常に難しい音楽がいくつか割り当てられており、これらは本作中でも聴きどころとなっている。一方で、デ・グリューの役は興味深いことに、かなり出番と割り当てられた音楽が少なくなっている。本来、恋する青年としてマノンの相手役であるにもかかわらず、単独のアリア一曲すら割り当てられていない。デ・グリューの役柄が背景に引き下がり、二人の恋人の間には、観客に彼らの愛を納得させるのに役立つような長い愛のデュエットや情景はない。オベールの1840年代以降の作品では半音階の使用の増加、変化和音、遠隔転調などにより和声がさらに豊かになり、音楽表現の質を高めている。バリトンの役柄も幅が広がり（本作ではエリニー侯爵）、ジャン=バティスト・フォル（英語版）がこれらの役を初演した。このオペラでは古典派育ちのオベールがロマンティックな旋律美とリズムの規則性を無理なく融合させているのである。オペレッタ全盛の時代にあって、オベールとアダンの少し衰えてきたオペラ・コミックでは、語りの部分を棄てて、新奇な厳粛さにまで高まっていく傾向を見せる。例えば、『マノン・レスコー』の最終シーンは、まごうことのない音楽性を帯びたオベールの稀有な曲となっている。オベールは1840年代以降、真面目な題材を扱った叙情的なオペラ・コミックに向かうようになった。例えば、『悪魔の分け前』（La part du diable、1843年）、『エイデ』（Haydée、1847年）及び『マノン・レスコー』はこの新しいタイプの最良の作品であり、オペラ・リリックの発展に大きな影響を及ぼした。他のオベールのオペラ・コミックの代表作には『青銅の馬』（1835年）、『黒いドミノ』（1837年）などがある。

## 蘇演
本作は初演後65回の続演の後、しばらく忘れられてしまった。しかし、1974年にはマディ・メスプレを主演として録音され、1990年にはオペラ・コミック座でのピエール・ジュールダン演出による上演が実現し、録画もされた。2002年にはウェックスフォード・オペラ・フェスティバルで上演された。近年の上演では2016年にリエージュのワロニー王立歌劇場での上演を挙げることができる。主演はスミ・ジョー、指揮はシリル・エンゲルベール、演出はポール＝エミール・フルニ（Paul-Émile Fourny）であった。

## 登場人物
| 人物名                                                                   | 声域                 | 原語                        | 役柄                    | 初演時のキャスト 1856年2月23日 （指揮：テオフィル・フィルマン) |
| ------------------------------------------------------------------------ | -------------------- | --------------------------- | ----------------------- | -------------------------------------------------------------- |
| マノン・レスコー                                                         | Manon Lescaut        | ソプラノ （コロラトゥーラ） | 若き美貌の女主人公      | マリー・カベル                                                 |
| 騎士デ・グリュー                                                         | Des Grieux           | テノール                    | マノンの恋人の騎士      | アンリ・ピュジェ                                               |
| エリニー侯爵                                                             | Le Marquis d'Hérigny | バリトン                    | マノンに好意をもつ貴族  | ジャン＝バティスト・フォル （Jean-Baptiste Faure）             |
| レスコー                                                                 | Lescaut              | バス                        | マノンの従兄の近衛士官  | ベッケルス                                                     |
| ジェルヴェ                                                               | Gervais              | テノール                    | マルグリートの婚約者    | ジュルダン                                                     |
| マルグリート                                                             | Marguerite           | ソプラノ                    | 若いお針子 マノンの友人 | レオカディ・ルメルシエ                                         |
| バンスラン夫人                                                           | Madame Bancelin      | メゾソプラノ                | レストランのオーナー    | フェリックス夫人                                               |
| ザビ                                                                     | Zaby                 | ソプラノ                    | 若い奴隷                | ベリア嬢                                                       |
| ルノー                                                                   | Renaud               | バリトン                    | 総督                    | ナタン                                                         |
| デュロゾー                                                               | Durozeau             | バリトン                    | 刑事                    | ルメール                                                       |
| 軍曹                                                                     | Un Sergent           | バス                        | －                      | デュヴェルノワ                                                 |
| 合唱：宮廷の貴族、ブルジョア、兵士、労働者、ニューオリンズの住民、奴隷。 |                      |                             |                         |                                                                |

## 楽器編成
- 木管楽器: フルート（２番はピッコロ持ち替え）2、オーボエ2、 クラリネット2、 ファゴット2
- 金管楽器: ホルン4、 トランペット2、 トロンボーン3
- 打楽器: ティンパニ、 バス・ドラム、 小太鼓、シンバル、トライアングル
- 弦楽五部

## 上演時間
第1幕:約50分、第2幕:約35分、第3幕:約35分、全幕で約2時間

## あらすじ
時と場所： 18世紀末のパリ、アメリカのルイジアナ

### 第1幕

#### 第1場
パリのマノンのアパート

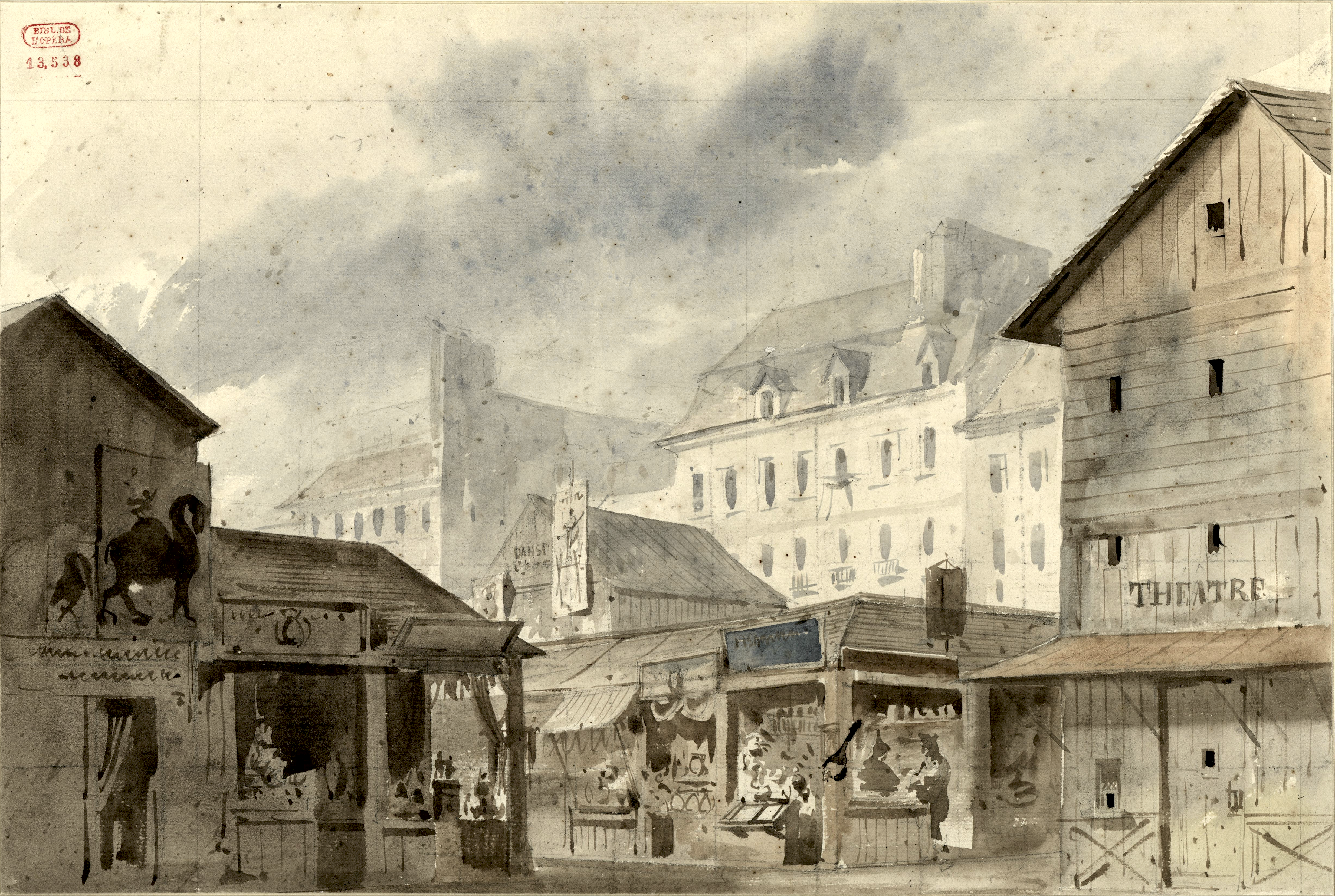
シセリによるセットのデッサン

マノンをものにしようと言う魂胆を持つエリニー侯爵はレスコーに彼女との仲を仲介するようにしつこく要求する。自分をマノンのアパートに連れて行かせる。生憎マノンは留守にしており、マノンの友人で近所のお針子をしているマルグリートが働いている。彼女に話を聞くと、レスコーはマノンが自分の従妹であることを知って驚く。レスコーはそういうことならこの話は具合が悪いということで、二人は立ち去る。　すると、マノンが帰って来る。マルグリートはマノンに遊んでばかりいないで、結婚資金でも貯めたらどうと言う。マルグリートは仕事をしながら、自分は字が読めないから、マノンに婚約者からの手紙を読んで欲しいと頼む。マノンは手紙を読んでやりながら、二人が真面目に働いていることに感心する。そして、自分も働く決意を固める〈アリア〉「彼女が言うことはもっともだ」（Marguerite a raison !）と歌う。しかし、デ・グリューがお金ができたと言いつつ、戻って来るとその決心は忘れ去られてしまい、マルグリートとその友人、レスコーも誘って食事に出かける。

#### 第2場
レストラン〈バンスラン〉

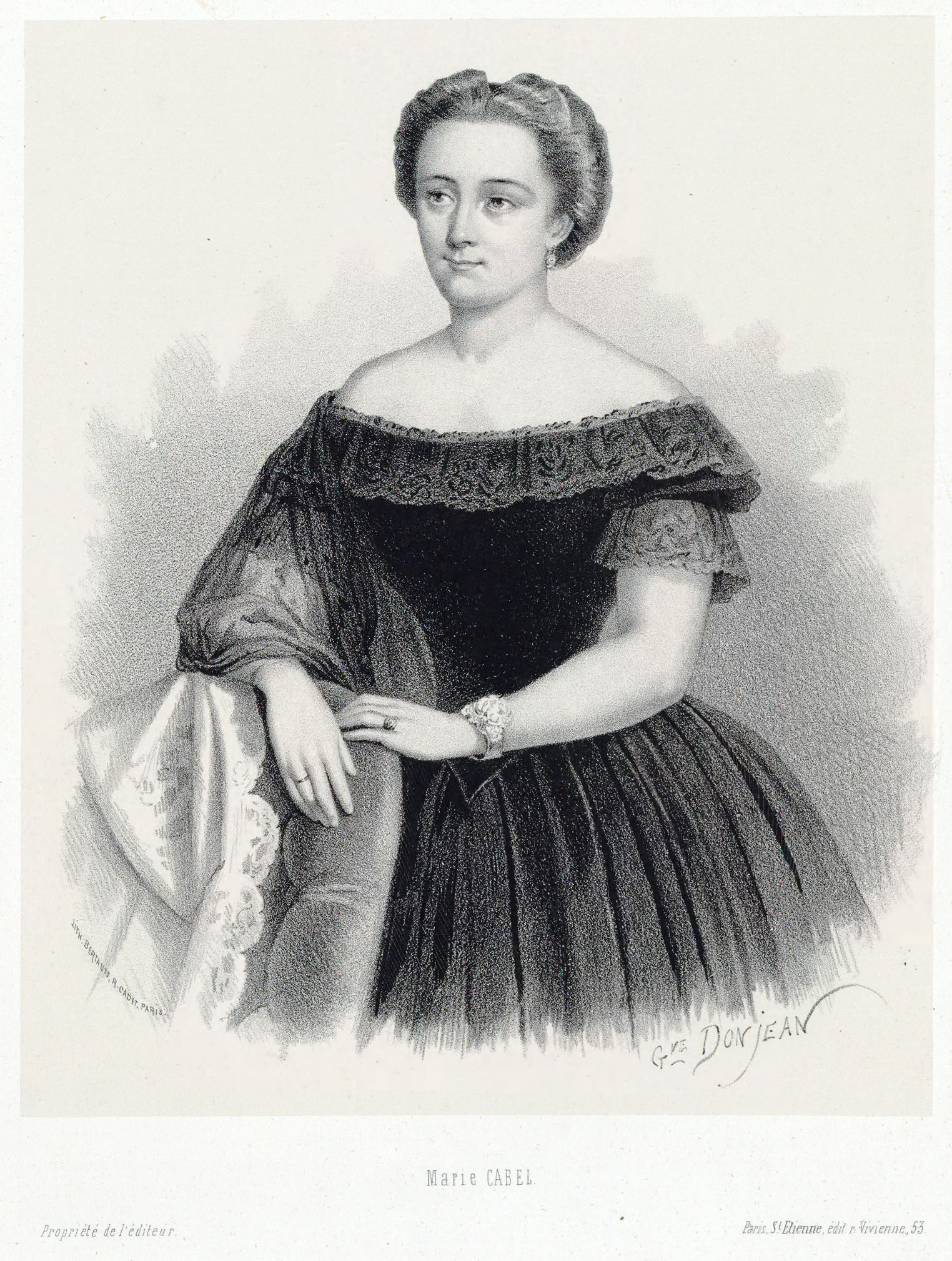
マリー・カベル

快適なレストランを讃える歌が合唱される。皆の食事が終わるとデ・グリューがマノンにさっき渡したお金を出すように言うと、マノンはレスコーがすぐに持ってくると言うので、レスコーに預けたと答える。レストランの主人は二人が狂言をしているものと疑い、その場にいた刑事に対応を依頼する。そして、食事代を支払えないなら刑務所行だと脅す。皆は驚き、マノンとデ・グリューはこれは侮辱だと言って憤慨する。この騒ぎの中で、漸くレスコーが戻って来るが、彼は賭博ですってしまったので、お金は一銭もないと言う。レスコーはデ・グリューに兵隊になれば契約金が入手できると言い、示し合わせて連れてきた軍曹に案内させて兵営に連れて行く。その場で、契約させようとする。
一方、マノンは、「愛の歌」（C’est l’histoire amoureuse）（コロラトゥーラによる美しい歌）を歌って、お金を集めようとする。これを聞いた人々は感動し、小銭を投げるが、居合わせたエリニー侯爵はお金のたくさん入った財布を投げつける。マノンはそれを拾うとこれで食事代が払えると安心する。ちょうどその時、デ・グリューも兵隊になる契約に署名して得たお金を持って現れる。マノンはせっかくお金を都合できたのにとがっかりするが、デ・グリューの契約はもう破棄できない。デ・グリューは軍隊に入隊するため、兵営に向かい、マノンはマルグリートの胸に抱き着いて、泣き崩れるのだった。

### 第2幕
エリニー侯爵の家
エリニー侯爵はマノンを自宅に引き取ることにしたのだが、マノンを思い通りにできず、不満が募っている。マノンはデ・グリューに会うために兵営に行かせて欲しいと懇願する。エリニー侯爵はマノンに接吻を許すなら、兵営に行かせてやろうと言うと、レスコーが現れ、デ・グリューが上官に反抗して、収容所に入れられることになったと告げる。エリニー侯爵はマノンに自分の愛人になれば、金の力でデ・グリューを助けてやろうと言う。マノンは仕方なくこれを受け入れて、エリニー侯爵の愛人になることを了承するのだった。そこに、今夜のパーティーの準備ができたとの連絡が入るので、マノンは今夜だけはパーティーに欠席させて欲しいと言うと、エリニー侯爵はそれを許し、場を立ち去る。マノンは一人になると絶望して〈アリア〉「もはや夢ではないわ」（Plus du rêve qui m’enivre.）を歌う。すると、驚いたことに、デ・グリューが収容所から脱走して、窓から飛び込んでくる。彼はマノンから事情を聴くと怒り出し、マノンの不実を詰る。マノンはすべてはデ・グリューのためにやったことだと釈明する。止む無く二人は逃亡することを決意する。そこへ、エリニー侯爵が戻り、勢い決闘となってしまう。デ・グリューがエリニー侯爵を傷つけると刑事が駆け付けて来て、逮捕されてしまう。マノンも共犯の疑いで連行されてしまう。

### 第3幕

#### 第1場
ルイジアナの大農園

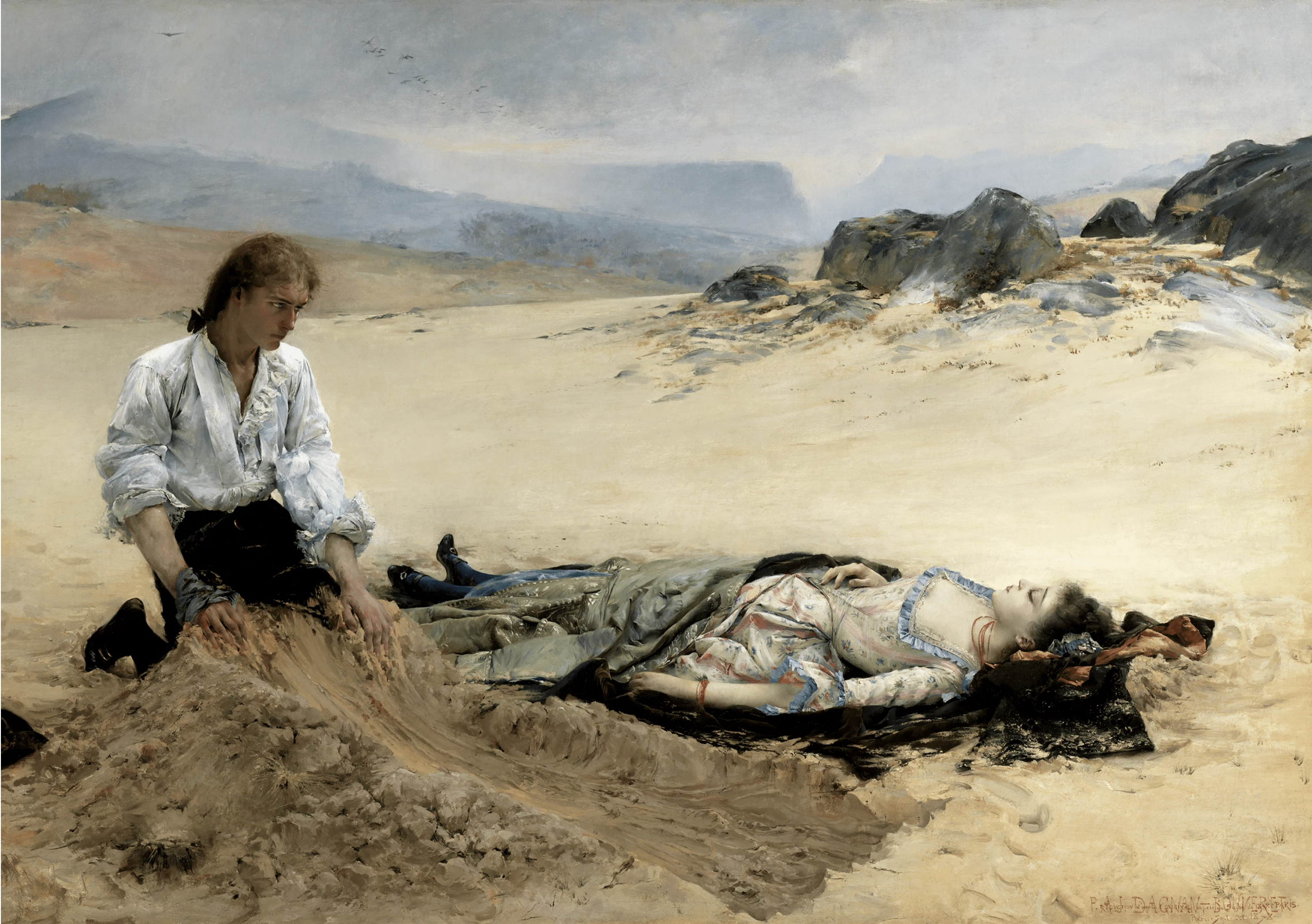
ブーベレによるマノンの埋葬

勤勉なマルグリートは婚約者のジェルヴェと共にアメリカに移住し、二人は漸く結婚にこぎつけた。すると、軍曹のルノーが新しい奴隷を連れてやって来る。マルグリートは奴隷の中にマノンがいるのを見てびっくりする。マノンは恥ずかしいので、知らない振りをして欲しいと頼む。マルグリートが結婚式に出かけて行くと、デ・グリューが突然あらうぇれて話そうとするが、ルノーが奴隷と話したいなら、5分間で5ルイの料金を支払わなければならないと言う。デ・グリューは仕方なく金を払って、マノンにこれまでの経緯を説明する。デ・グリューは死刑になるところだったが、エリニー侯爵に助けられて、マノンと同じ船に乗り込んで、ここにやって来たこと、マノンが宝石泥棒だとされたが、その真犯人はレスコーであるということ説明する。5分が経つとルノーが二人を引き離そうとするので、デ・グリューはさらに5ルイ支払う。しかし、５分間はあっという間に過ぎてしまうので、ルノーが離れろと命令するとデ・グリューは怒り出してしまう。デ・グリューは銃を構え、ルノーを脅し、兵倉に追い入れる。すると、マルグリートが戻って来て、二人の話を聞くと、事情を納得して、花嫁衣装をマノンに差し出し、囚人服と着替えさせて、二人を荒野に逃がしてやるのだった。

#### 第2場
ルイジアナの荒野
二人は逃亡してここまでやって来たが、食べ物も飲み物もなくなり、疲れ果ててきた。デ・グリューは水を探して来て、何とかマノンを元気づけようとする。しかし、なかなか水さえ見つからない。マノンはデ・グリューにこれまでの自分のわがままを詫びる。それでも、「私は貴方の花嫁として死にます。貴方の腕の中でこうして死ねるのだから、私はなんて幸せなのでしょう」と言い残して、息絶える。悲しみに絶叫するデ・グリューのところに、マルグリートが助けに来るが、時すでに遅かった。合唱がなんて可哀そうな人と静かに包み込むように歌い、しみじみと幕が下りる。

## 主な録音・録画
| 年   | 配役 マノン・レスコー デ・グリュー マルグリート エリニー侯爵 レスコー                                                                                                 | 指揮者、 管弦楽団および合唱団                                                                    | レーベル                                                                                        |
| ---- | --- | ------------------------------------------------------------------------------------------------ | ----------------------------------------------------------------------------------------------- |
| 1974 | マディ・メスプレ ジャン＝クロード・オルリアック アンドレイ・ソコロフ ペーター＝クリストフ・ルンゲ （Peter-Christoph Runge） エレーナ・グリボヴァ ワシリー・ブルブノフ | ジャン＝ピエール・マルティ （Jean-Pierre Marty） フランス放送リリック管弦楽団 フランス放送合唱団 | CD: EMI EAN:0724357525428                                                                       |
| 1990 | エリザベート・ヴィダル アラン・ガブリエル ブリジット・ラフォン ルネ・マシス アンドレ・コニェ                                                                          | パトリック・フルニリエ ピカルディ地方管弦楽団 フランス歌劇場合唱団                               | DVD:Disques DOM EAN:3254873110152 演出：ピエール・ジュールダン パリ・オペラ・コミック座での上演 |